# Some Kind of Beautiful
Some Kind of Beautiful (bra: Ensina-Me o Amor; prt: Amor à Inglesa) é um filme norte-americano de 2014, do gênero comédia romântica, dirigido por Tom Vaughan.
Pierce Brosnan e Salma Hayek já haviam contracenado juntos. Eles viveram um casal fora da lei em After the Sunset.
O filme recebeu críticas negativas. Rotten Tomatoes dá ao filme uma classificação de 6% com base em 33 avaliações, enquanto Metacritic dá ao filme uma pontuação média ponderada de 11% com base em comentários de 9 críticos.

## Sinopse
Durante o dia, Richard Haig (Pierce Brosnan) é um professor de inglês bem-sucedido e respeitado no Reino Unido. À noite, Richard satisfaz suas próprias fantasias românticas com um fluxo constante de lindas estudantes universitárias. Então, quando Kate (Jessica Alba), a deslumbrante e atlética namorada americana de 25 anos diz que está grávida, Richard fica chocado. Colocando seu olho errante para trás, ele se casa com ela e concorda em se mudar para Los Angeles para começar sua família. Não leva muito tempo para Richard perceber que seu passado é difícil de escapar, como foi seu relacionamento tenso com seu pai disfuncional teve sobre ele. Enquanto isso, Kate diz a Richard que ela desenvolveu sentimentos por outra pessoa. Eles se divorciam e Richard está livre para seguir em frente com a irmã de Kate, Olivia (Salma Hayek), com quem ele é apaixonado desde antes de se casar com Kate. Olivia e Richard começam a namorar logo depois.

## Elenco
- Pierce Brosnan como Richard Haig
- Jessica Alba como Kate
- Salma Hayek como Olivia
- Malcolm McDowell como Gordon
- Ben McKenzie como Brian
- Duncan Joiner como Jake
- Merrin Dungey como Angela
- Marlee Matlin como Cindy
- Ivan Sergei como Tim
- Lombardo Boyar como Ernesto
- Fred Melamed como Victor Piggott
- Alex Sgambati como Stacy
- Paul Rae como Chad
- Robert Mailhouse como Alan
- Sandy Martin como Susan Vale

## Produção
Jessica Alba, Pierce Brosnan e Kristin Scott Thomas foram os primeiros a serem escalados em maio. Thomas depois desistiu e foi substituída por Salma Hayek. Ben McKenzie se juntou ao elenco em 17 de outubro.

## Filmagem
O filme foi filmado durante 25 dias, a produção começou a ser filmada em Los Angeles em 14 de outubro de 2013 e terminou em 9 de novembro de 2013.

## Lançamento
O filme teve sua estreia mundial na AFM em 6 de novembro de 2014. O filme foi lançado na Dinamarca em 4 de junho de 2015. O filme foi lançado na DirecTV em 23 de julho de 2015, antes de ser lançado em versão limitada e por vídeo sob demanda em 21 de agosto de 2015.

## Recepção
O filme recebeu críticas negativas. Rotten Tomatoes atribui ao filme uma classificação de 6% com base em 34 críticas, enquanto Metacritic atribui ao filme uma pontuação média ponderada de 11% com base em críticas de 9 críticos.